# لي فيلبس
لي فيلبس (بالإنجليزية: Lee Phelps)‏ هو ممثل أمريكي، ولد في 15 مايو 1893 بفيلادلفيا في الولايات المتحدة، وتوفي في 19 مارس 1953 بلوس أنجلوس في الولايات المتحدة.

## وصلات خارجية
- لي فيلبس على موقع IMDb (الإنجليزية)
- لي فيلبس على موقع أول موفي (الإنجليزية)
- لي فيلبس على موقع قاعدة بيانات الفيلم (الإنجليزية)